# Distretto di Andajes
Il distretto di Andajes è uno dei sei distretti della provincia di Oyón, in Perù. Si trova nella regione di Lima e si estende su una superficie di 148,18 chilometri quadrati.
Istituito il 2 gennaio 1857, ha per capitale la città di Andajes.